# فلسفه عملی
فلسفه عملی
فلسفه عملی(به انگلیسی: Practical philosophy)

Practical philosophy

فلسفه در بدو امر به فلسفه نظری و فلسفه عملی تقسیم گشته است.
مقصود از فلسفه عملی قول به اولیت عمل و تقدم اراده بر عقل است.
هر فلسفه‌ای که عمل را بر فکر مقدم بداند یا آنها را با یکدیگر در ارتباط بداند، مانند فلسفه‌های اصالت عمل و ابزارگرائی، فلسفه عمل است.
مقصود از عمل در این فلسفه، هر گونه سعی و کوشش انسانی است که متضمن تفکر و اراده و تحقق بالفعل باشد.